# 博泰克·亚当
博泰克·亚当（匈牙利語：Botek Ádám，1997年3月5日—），斯洛伐克男子皮划艇运动员。他曾代表斯洛伐克参加2020年夏季奥林匹克运动会皮划艇比赛，获得男子四人皮艇500米铜牌。